# La Pommeraye, Calvados
La Pommeraye är en kommun i departementet Calvados i regionen Normandie i norra Frankrike. Kommunen ligger i kantonen Thury-Harcourt som ligger i arrondissementet Caen. År 2022 hade La Pommeraye 66 invånare.

## Befolkningsutveckling
Antalet invånare i kommunen La Pommeraye
Referens:INSEE